# Dionatan Machado
Dionatan Machado más conocido como Tinga  (Cachoeira do Sul, Brasil, 22 de diciembre de 1992) es un futbolista brasileño. Juega de mediocampista y actualmente se encuentra sin equipo.

## Clubes
| Club                   | País    | Año         |
| ---------------------- | ------- | ----------- |
| Caxias                 | Brasil  | 2009        |
| Santos (Sub-20)        | Brasil  | 2010 - 2012 |
| Cianorte FC            | Brasil  | 2012        |
| Caldense               | Brasil  | 2012        |
| Legião FC              | Brasil  | 2013        |
| Guaratinguetá Futebol  | Brasil  | 2013        |
| Santa Rita             | Brasil  | 2014        |
| Grêmio Barueri         | Brasil  | 2014        |
| Pelotas EC             | Brasil  | 2014        |
| Central                | Brasil  | 2015        |
| Pelotas EC             | Brasil  | 2015        |
| Caxias                 | Brasil  | 2016        |
| Universitario de Sucre | Bolivia | 2017        |